# Felix Arndt
Felix Arndt (20. května 1889, New York – 16. října 1918, tamtéž) byl americký pianista a skladatel populární hudby. Jeho matka byla kněžna Fevrier, příbuzná Napoleona III. Jeho otec Hugo Arndt byl rozený Švýcar.
Arndt, vystudovaný v New Yorku, skládal písně pro slavné vaudevillové duo Jack Norworth a Nora Bayesová a nahrál přes 3 000 klavírních nahrávek pro Duo-Art a QRS. Zemřel ve věku 29 let na pandemii španělské chřipky.
Arndt je nejznámější svou skladbou z roku 1915 s názvem „Nola“, jíž napsal jako dárek pro svou snoubenku (a budoucí manželku) Nolu Lucke. Toto dílo je někdy považováno za první příklad žánru „Novelty piano“. Téma skladby bylo nejdůležitějším tématem orchestru Vincenta Lopeze. Dalšími Arndtovými skladbami jsou „Desecration Rag“, „An Operatic Nightmare-Desecration no. 2“ nebo „Clover Club“.
Jeho pásky na pianole ukazují, že Arndt byl velmi dobrý pianista. Je také známo, že ovlivnil mladého George Gershwina, který ho později navštívil v jeho ateliéru v Aeolian Hall v New Yorku.

## Seznam skladeb
1908
- 71st Regiment - Waltz

1911
- As Long As the Band Will Play [s Harold Atteridge]
- Snow Time [s Bert Fitzgibbon]
- If That Ain't Love Wot Is? [s Louis Weslyn]
- When Sunday Rolls Around [s Louis Weslyn]
- Night Time [s Louis Weslyn]

1913
- When You Know Why [s Louis Weslyn]
- Ev'ry Rose Reminds Me of You [s Louis Weslyn]

1914
- A Symphonic Nightmare - Desecration Rag #1
- From Soup to Nuts - Turkey Trot One Step
- Kakúda - One Step or Ta-tao

1915
- Toots - A Rag One Step

1916
- Nola - A Silhouette for the Piano
- An Operatic Nightmare - Desecration Rag #2

1917
- Marionette - For the Piano

1918
- Clover Club - A Fox Trot Classic
- In the Shade of the Mango Tree [s Louis Weslyn]
- My Gal's Another Gal Like Galli-Curci [s Louis Weslyn]

1922 (Posthume)
- Nola - Song [s James F. Burns]